# Katedrála Nanebevzetí Panny Marie (Como)
Katedrála Nanebevzetí Panny Marie (italsky Cattedrale di Santa Maria Assunta nebo Il Duomo di Como) je římskokatolická katedrála města Como v severoitalské Lombardii a hlavní chrám diecéze Como. Je zasvěcena Nanebevzetí Panny Marie.

## Situace

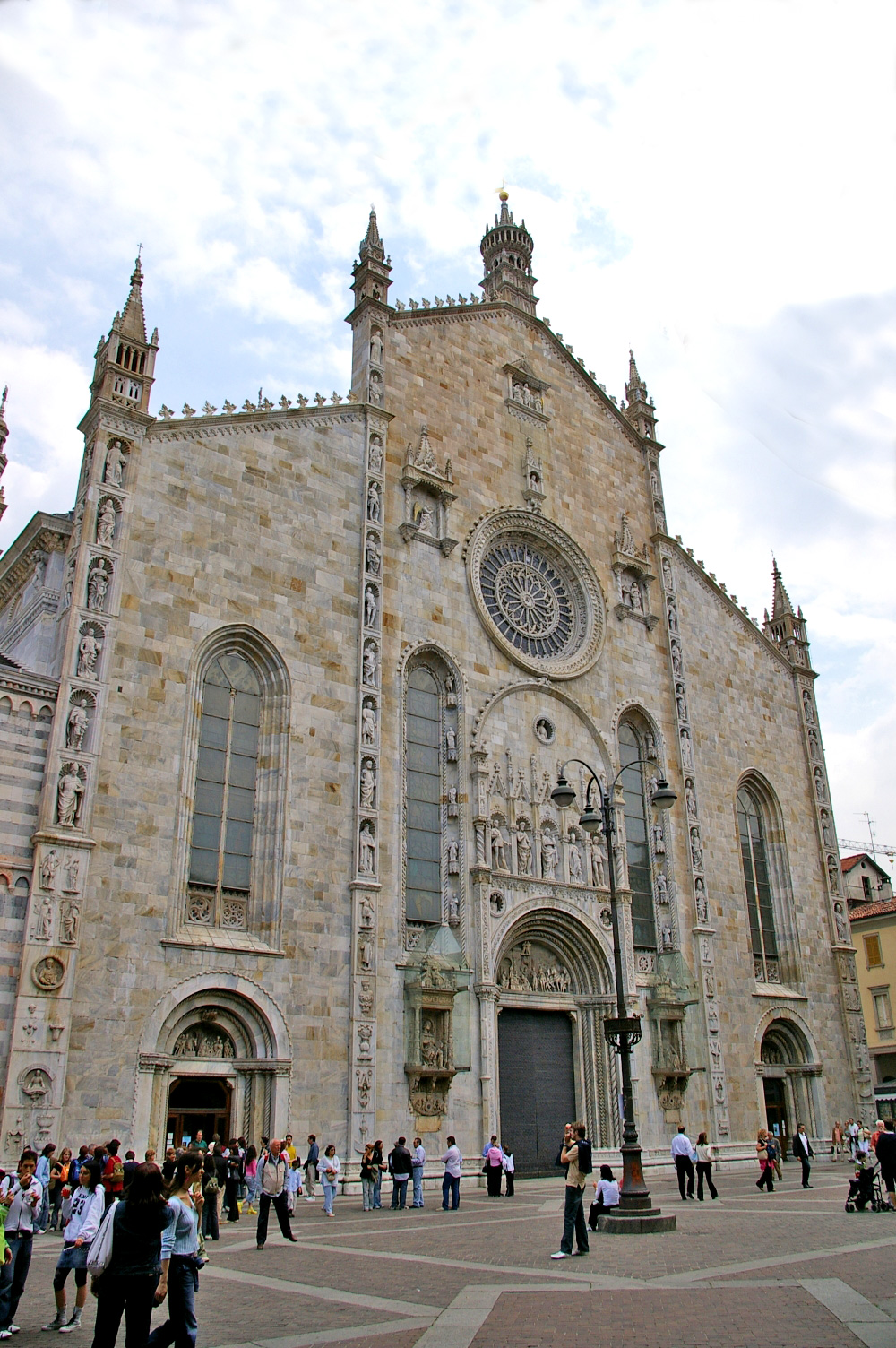
Západní průčelí

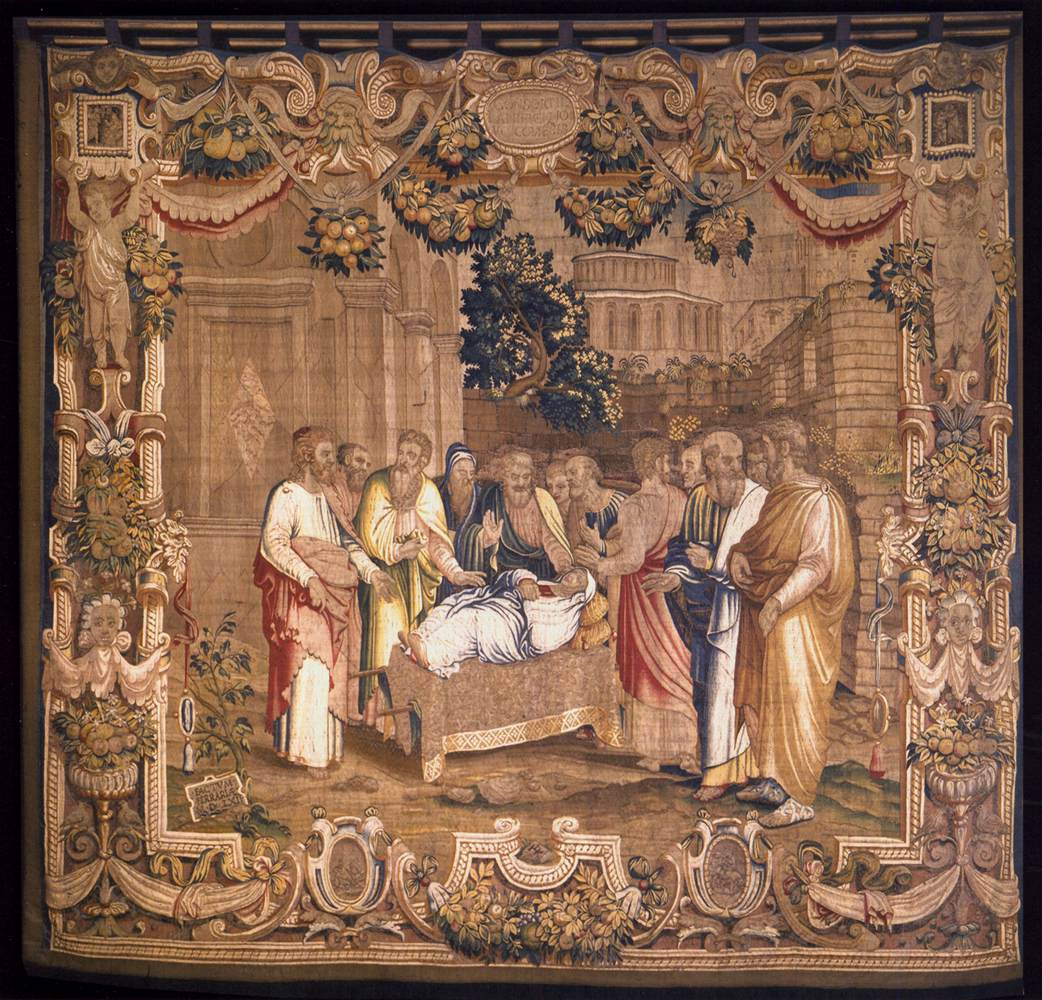
Jan Karcher: Smrt Panny Marie, tapisérie

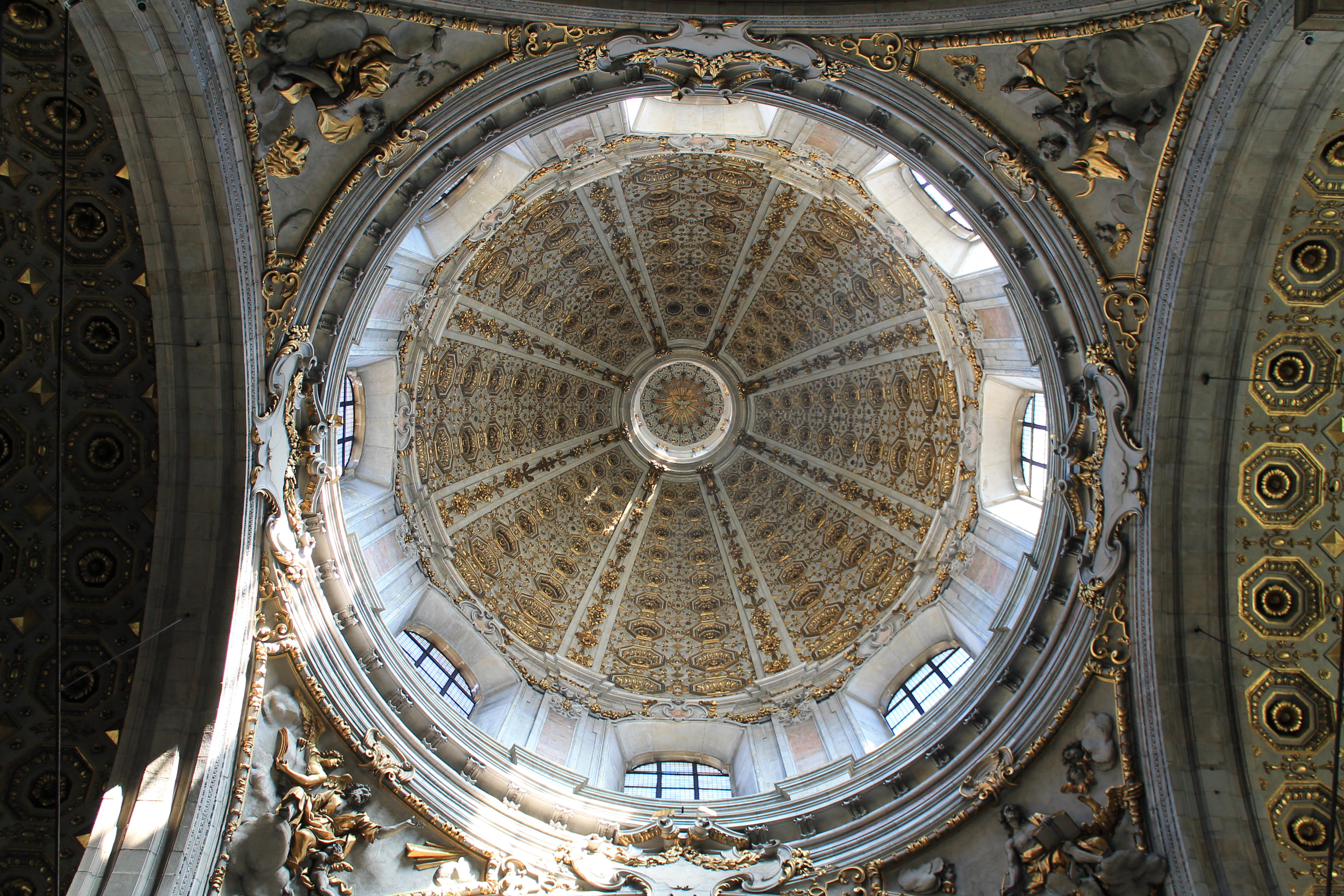
Kupole nad transeptem

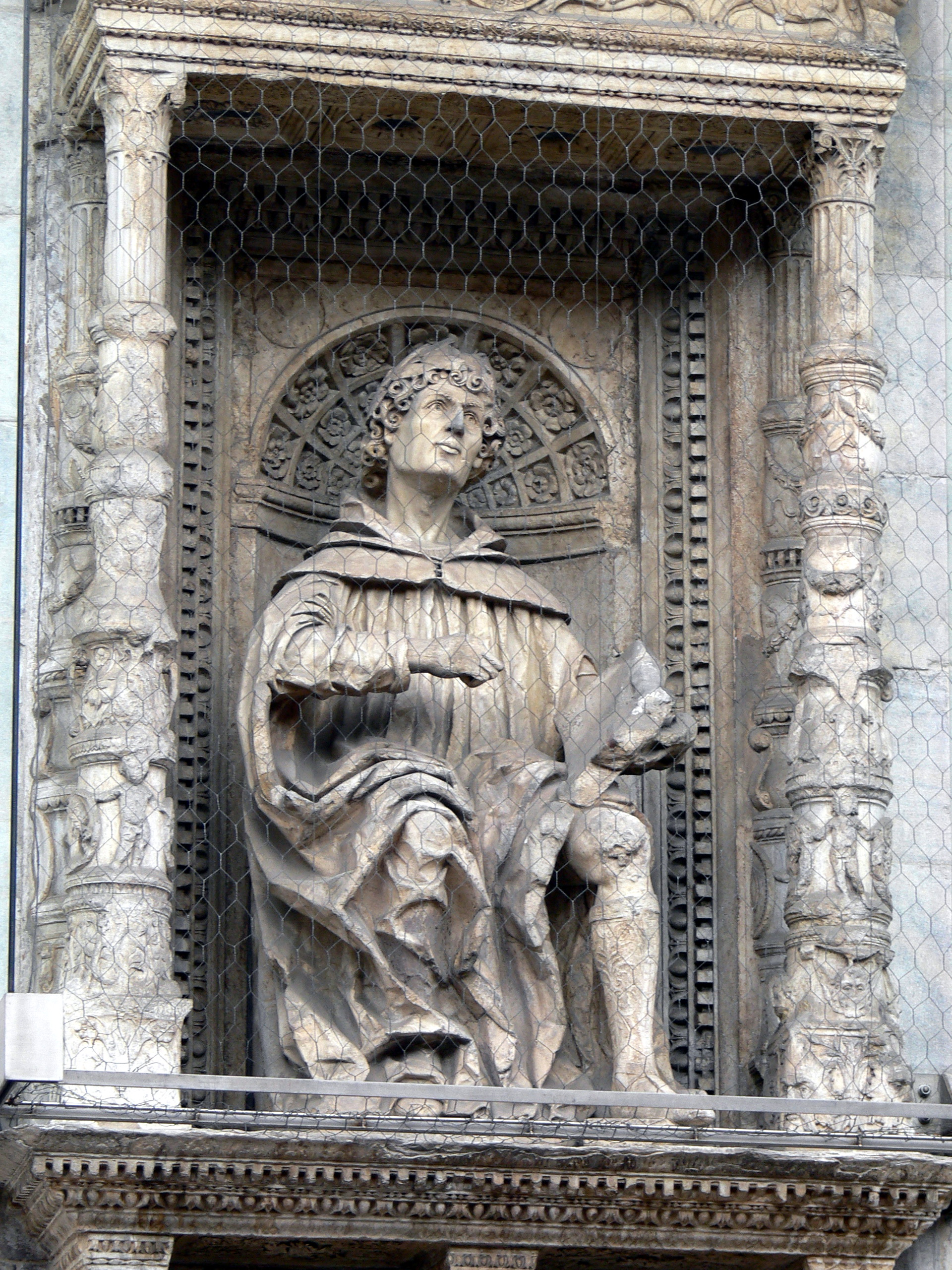
Socha Plinia mladšího na západním průčelí

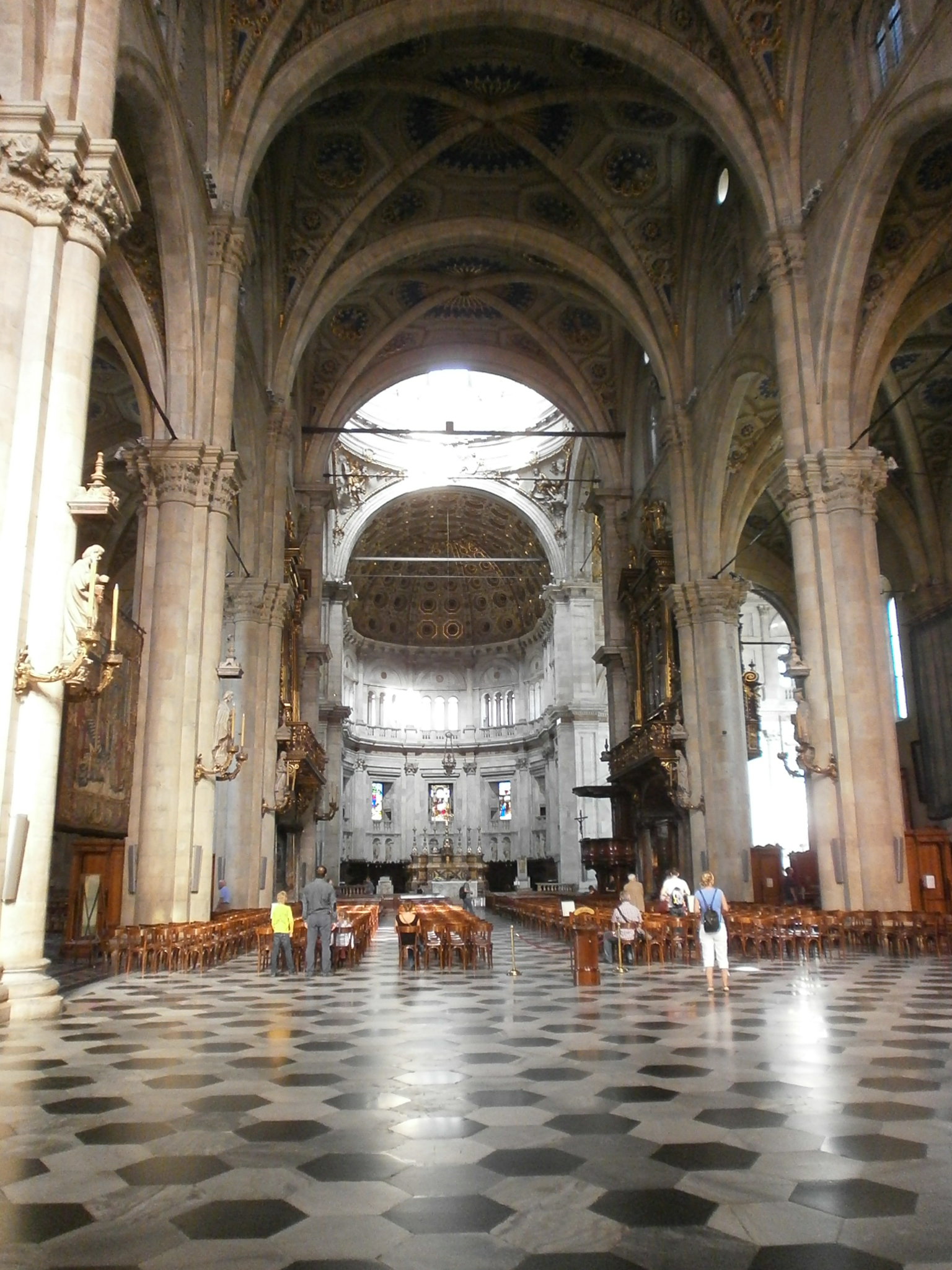
Hlavní loď, pohled východním směrem

Katedrála se nachází v centru města, v blízkosti jezera Como. Patří k nejdůležitějším sakrálním budovám v regionu. Je to poslední gotická katedrála postavená v Itálii.

## Historie
Stojí na místě bývalé románské katedrály Panny Marie Sněžné. Její výstavba začala v roce 1396, deset let po založení Milánské katedrály. Stavební práce zahájené pod vedením architekta a stavitele Lorenza degli Spazzi di Laino trvaly do roku 1426, kdy stavbu převzal Pietro da Breggia a po něm roku 1457 architekti Florio da Bontà a Lichino Scarabota. Boční lodi katedrály byly dostavěny v renesančním slohu v letech 1487 až 1513. Střední apsida a sakristie byly postaveny v letech 1513 až 1519. Během první poloviny 17. století přibyly apsidy jižní a severní boční lodi. Barokní kupole byla postavena v letech 1731 až 1744 podle návrhu Filippa Juvarry, dvorního architekta sardinského krále.

## Architektura
Budova je trojlodní bazilika, 87 metrů dlouhá, 36 až 56 metrů široká a špice kupole, stojí 75 metrů nad zemí. Katedrála má půdorys latinského kříže s centrální lodí, klenutou křížovými žebrovými klenbami, a dvěma bočními loděmi, oddělenými sloupy. Renesanční transept má barokní kupoli nad křížením.
Impozantní západní průčelí bylo vytvořeno v letech 1457 až 1498. Má renesanční portál se sochami sv. Protuse, Jana Křtitele, Panny Marie s dítětem, sv. Abondia a Hyacinta od sochaře Bernardina Rodari a dvou zdejších slavných rodáků Plinia staršího a Plinia mladšího, nad portálerm je gotické rozetové okno.

## Interiér
Vybavení je renesanční a barokní ze 16. a 17. století:
- u vchodu kamenná křtitelnice
- V hlavní lodi i v mezilodních arkádách visí několik cenných tapisérií, převážně z Antverp s biblickými náměty, náleží do různých sérií.
- Oltář sv. Apolény a Donáta, Tommaso Rodari (1493)
- Oltář s obrazem milostné madonyGaudenzia Ferrariho (1502)
- Oltář sv. Ambrože (1514)
- Oltář sv. Abondia (1514)
- Oltář sv. Jeronýma s votivním obrazem rodiny Raimondi od Bernardina Luiniho (1521)
- Oltář Nanebevzetí Panny Marie, Francesco Richino (1641)
- Barokní varhany na empoře

## Dómský poklad
Tvoří jej soubor precios, parament od středověku po 19. století a soubor relikviářů.
- Stříbrnou relikviářovou skříňku s relikviemi z vlasů Panny Marie a sv. Marie Magdalény pořídil comský biskup Giovanni Antonio Volpe roku 1586.